# Skydancer
Albums de Dark Tranquility
The Gallery
Skydancer est le premier album studio du groupe de death metal mélodique suédois Dark Tranquility. Il est sorti le 30 août 1993. Il s'agit du seul album du groupe avec Anders Fridén au chant.

## Liste des chansons de l'album
1. Nightfall by the Shore of Time − 4:46
2. Crimson Winds − 5:28
3. A Bolt of Blazing Gold [Feat. Anna-Kaisa Avehall] − 7:14
4. In Tears Bereaved − 3:50
5. Skywards − 5:06
6. Through Ebony Archways [Feat. Anna-Kaisa Avehall] − 3:47
7. Shadow Duet [Feat. Stefan Lindgren] − 7:05
8. My Faeryland Forgotten − 4:38
9. Alone − 5:45